# Herrarnas barr i gymnastik vid olympiska sommarspelen 1988
Herrarnas barr i gymnastik vid olympiska sommarspelen 1988 avgjordes den 18-24 september i Olympic Gymnastics Arena.

## Medaljörer
| Gren           | Guld                           | Silver                       | Brons                    |
| Herrarnas barr | Vladimir Artemov Sovjetunionen | Valerij Ljukin Sovjetunionen | Sven Tippelt Östtyskland |

## Resultat

### Final
| Placering | Gymnast                  | C      | O      | C+O    | Kval  | Final | Totalt |
| --------- | ------------------------ | ------ | ------ | ------ | ----- | ----- | ------ |
|           | Vladimir Artemov (URS)   | 10,000 | 9,950  | 19,950 | 9,975 | 9,950 | 19,925 |
|           | Valerij Ljukin (URS)     | 9,900  | 10,000 | 19,900 | 9,950 | 9,950 | 19,900 |
|           | Sven Tippelt (GDR)       | 9,900  | 9,800  | 19,700 | 9,850 | 9,900 | 19,750 |
| 4         | Kalofer Christozov (BUL) | 9,800  | 9,950  | 19,750 | 9,875 | 9,850 | 19,725 |
| 5         | Marius Gherman (ROU)     | 9,800  | 9,900  | 19,700 | 9,850 | 9,850 | 19,700 |
| 6         | Curtis Hibbert (CAN)     | 9,800  | 9,900  | 19,700 | 9,850 | 9,825 | 19,675 |
| 7         | Sylvio Kroll (GDR)       | 9,850  | 9,900  | 19,750 | 9,875 | 9,750 | 19,625 |
| 8         | Boris Preti (ITA)        | 9,800  | 9,900  | 19,700 | 9,850 | 9,750 | 19,600 |